# Wiktor Szenderowicz
Wiktor Anatolewicz Szenderowicz (ros. Виктор Анатольевич Шендерович; ur. 15 sierpnia 1958 w Moskwie) – rosyjski opozycyjny wobec prezydenckiej administracji dziennikarz, satyryk, prezenter telewizyjny.

## Życiorys
W 1980 roku ukończył Moskiewski Państwowy Instytut Kulturalny ze specjalnością reżysera i w 1988 roku staż-asystenturę w Wyższej Szkole Teatralnej im. Szczukina ze specjalnością pedagoga ruchu scenicznego. Przez 7 lat wykładał w Rosyjskiego Uniwersytetu Sztuki Teatralnej GITIS. W telewizji pracuje od 1992 roku – najpierw jako scenarzysta filmów dokumentalnych dla ORT, potem w latach 1994–2002 w NTV jako scenarzysta programu satyrycznego Kukły i od 1997 roku jako prezenter telewizyjny. Od 2003 roku pracował również dla radiostacji Echo Moskwy.
Jest autorem kilku książek i publikacji, laureatem nagród literackich, a także nagrody TEFI państwowej telewizji za rok 1996. Od 1992 roku należy do Związku Pisarzy FR.

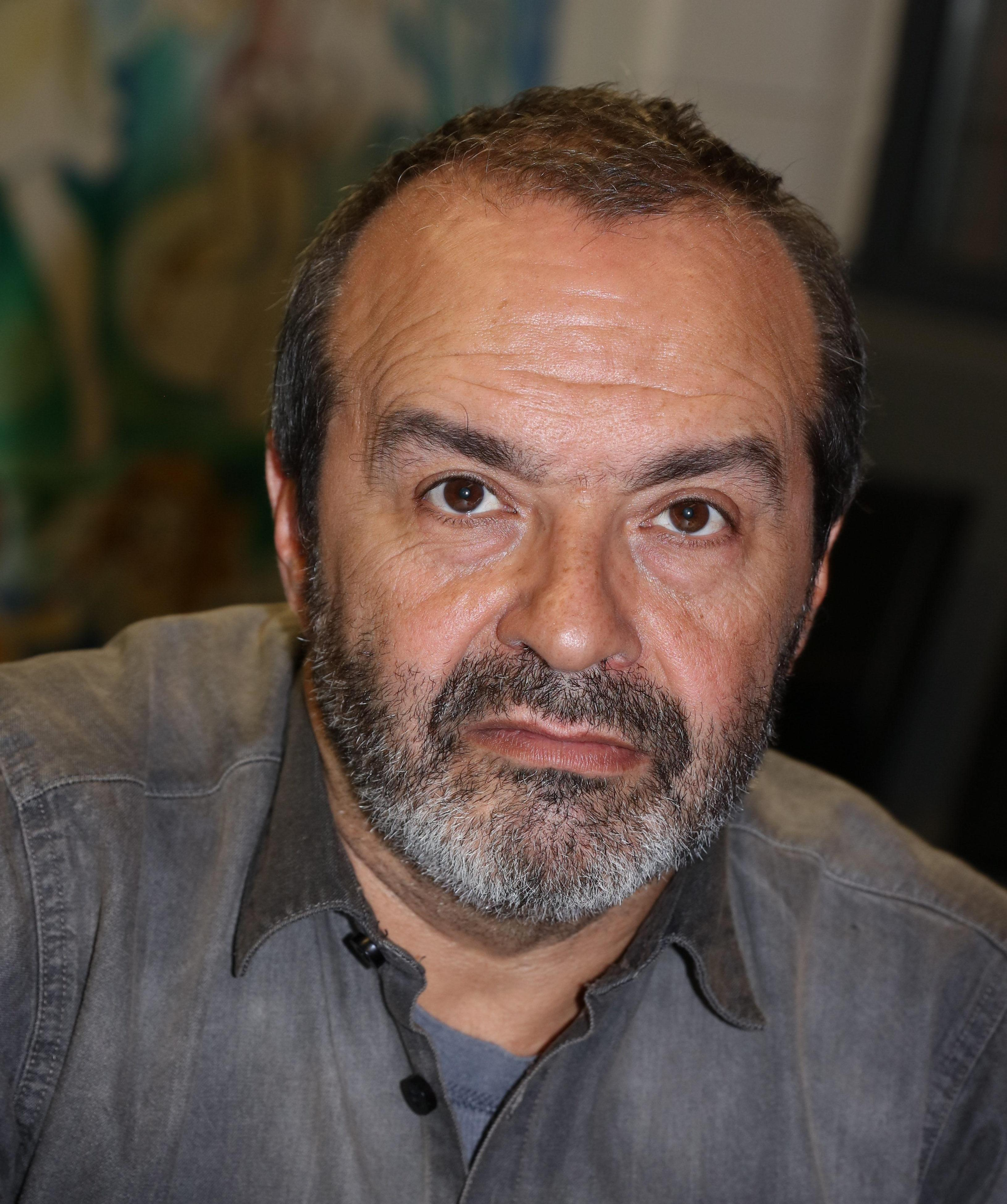
Wiktor Szenderowicz w 2017 roku

## Działalność opozycyjna
Szenderowicz należy do najostrzejszych krytyków prezydenckiej administracji. Istnieje pogląd, wedle którego przedstawianie przez niego w programie Kukły w krytycznym świetle rosyjskich elit i zwłaszcza Władimira Putina było powodem zniszczenia tej stacji. Historię tych wydarzeń i próby założenia nowej stacji telewizyjnej Szenderowicz opisał w swoich książkach: Здесь было НТВ и другие истории oraz Здесь было НТВ, ТВ-6, ТВС. Od 2004 roku publicysta należy do Komitetu-2008 – organizacji skupiającej liderów opozycji. W grudniu 2005 roku startował w wyborach do Dumy jako kandydat niezależny, ale mandatu nie uzyskał. Złożony przez niego w związku z tym protest uzasadniany licznymi jego zdaniem nieprawidłowościami w procesie wyborczym został przez sąd odrzucony.

## Aforyzmy
Szenderowicz znany jest również jako aforysta. Kilka jego aforyzmów, tzw. Szendewrek:
- Władza ludu? Uściślijcie, nad kim?
- Miłość do Ojczyzny bywa nieszczęśliwa.
- Nie bójcie się niczego – wszystko już było.

## Publikacje
- 1990 – Цветы для профессора Плейшнера
- 1993 – В деревне Гадюкино опять дожди
- 1995 – Семечки
- 1997 – Театр одного Шендеровича
- 1998 – Куклы
- 1999 – Московский пейзаж
- 2000 – Куклиада
- 2000 – Антология
- 2000 – 208 избранных страниц
- 2004 – Здесь было НТВ и другие истории
- 2004 – Здесь было НТВ, ТВ-6, ТВС
- 2005 – Монолог с властью
- 2005 – Кинотеатр повторного фильма
- 2005 – Изюм из булки
- 2006 – Недодумец
- Неизданное